# 4 Lekka Brygada Pancerna (ZSRR)
4 Lekka Brygada Pancerna, znana jako: 4 Brygada Czołgów Lekkich, 4 Brygada Pancerna – jedna z brygad radzieckich wojsk pancernych, m.in. okresu II wojny światowej.
Wchodziła w skład 25 Korpusu Pancernego Kamienieckiej Grupy Armii w Kijowskim Specjalnym Okręgu Wojskowym, a po jego przemianowaniu we wrześniu 1939 we Froncie Ukraińskim.
W czasie agresji ZSRR na Polskę żołnierze  4 Brygady Czołgów mieli na wyposażeniu głównie czołgi BT.

## Działania bojowe
Według meldunku dowódcy 25 KPanc gen. I.O. Jarkina, 18 września 4 Brygada Pancerna w rejonie m. Bielawince wzięła do niewoli polski pułk, a w boju pod m. Dobrowody wzięła do niewoli 48 oficerów, setki żołnierzy oraz 1 tankietkę TK-3, a w  końcu dnia opanowała Czeremchów.

## Struktura organizacyjna
W 1939
- 42 batalion czołgów
- 43 batalion czołgów
- 46 batalion czołgów
- 48 batalion czołgów
- 214 batalion rozpoznawczy
- 309 batalion transportowy
- 252 batalion remontowy

## Dowódcy brygady
- płk Aleksandr Polikarpow (był w 1939)[2]